# 18912 Кауфман
18912 Кауфман (18912 Kayfurman) — астероїд головного поясу, відкритий 30 липня 2000 року.
Тіссеранів параметр щодо Юпітера — 3,285.